# Divisió de Rajshahi

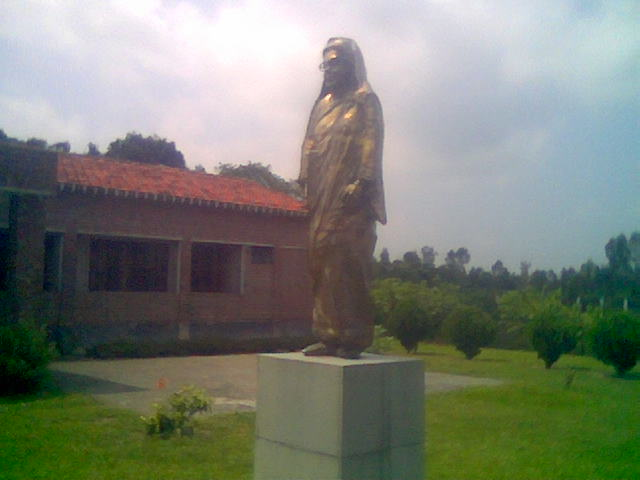
Estàtua de Begum Roquia Sakhawat Hussain

La divisió de Rajshahi és una entitat administrativa de Bangladesh, que forma la part nord-oest del país. La capital és Rajshahi. Té una població a l'entorn de trenta-cinc milions d'habitants (darrer cens de 1998: 29.992.955 habitants) i una superfície de 34.513 km².

## Administració

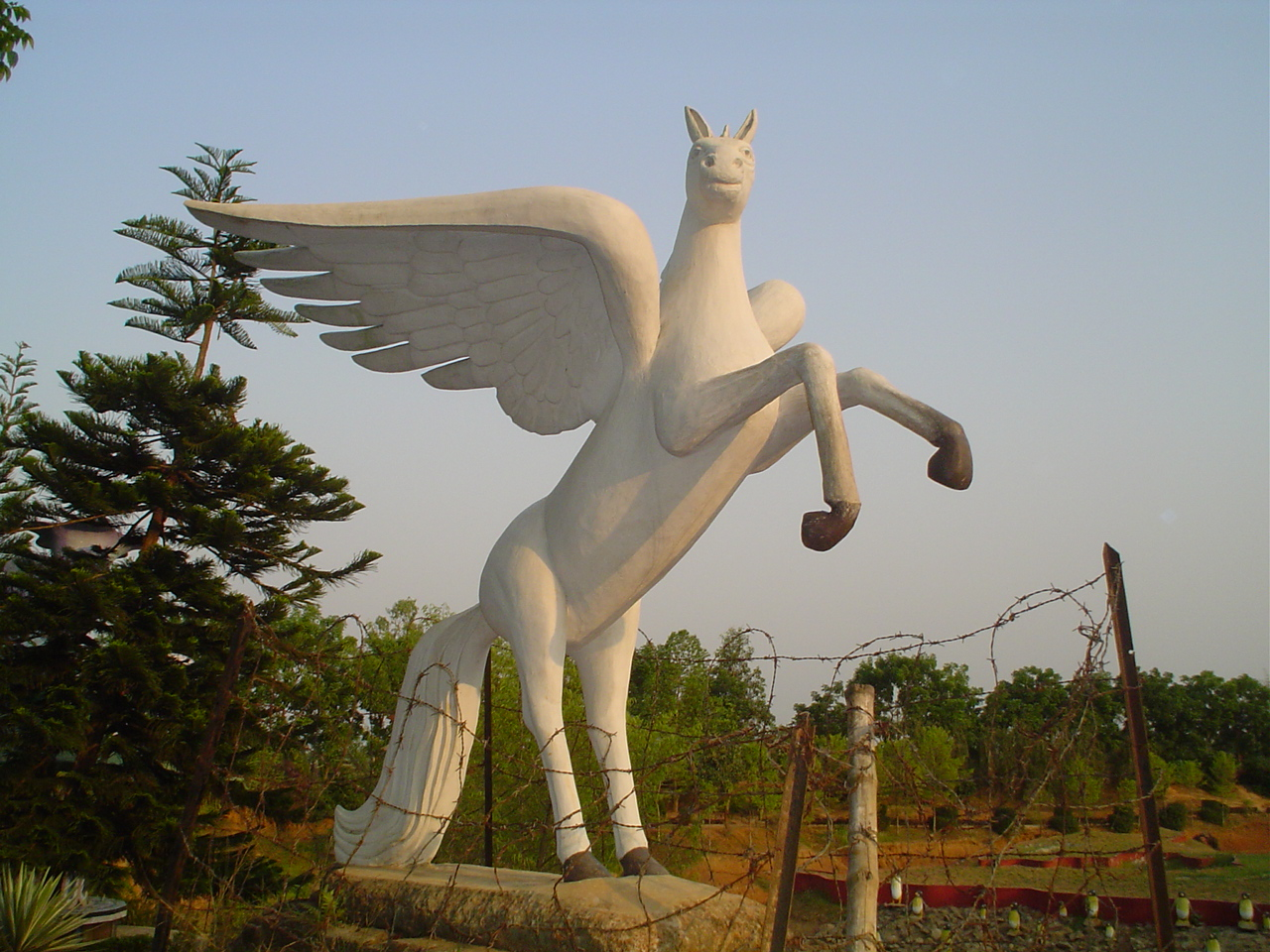
Escultura del Ponkhiraaj, el mític cavall amb ales, a Sopnopuri.

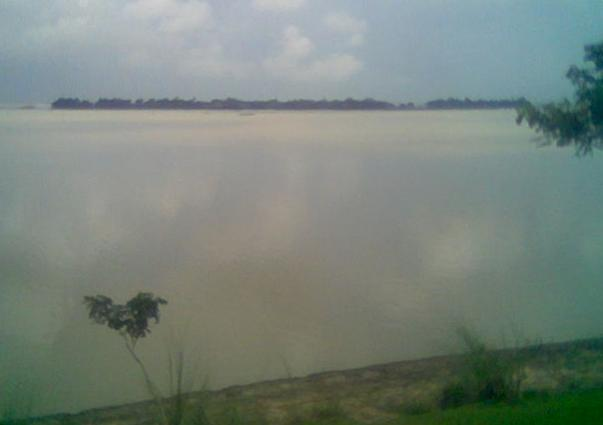
Chalan Beel

Administrativament al formen 16 districtes, 128 upaziles i 1.092 unions. Hi ha una corporació municipal, 4 thanes, 57 municipalitats, 543 wards, 33 enclavaments i 23.475 pobles. Els districtes són:
- Districte de Rajshahi
- Districte de Naogaon
- Districte de Natore
- Districte de Nawabganj
- Districte de Pabna
- Districte de Sirajganj
- Districte de Bogra
- Districte de Joypurhat
- Districte de Dinajpur
- Districte de Thakurgaon
- Districte de Panchagarh
- Districte de Rangpur
- Districte de Nilphamari
- Districte de Kurigram
- Districte de Gaibandha
- Districte de Lalmonirhat

## Rius
Els rius principals són: Padma (Ganges), Brahmaputra, Jamuna, Ghaghat, Karatoya, Atrai, Punarbhaba, Mahananda, Tista i Dharla.

## Ciutats

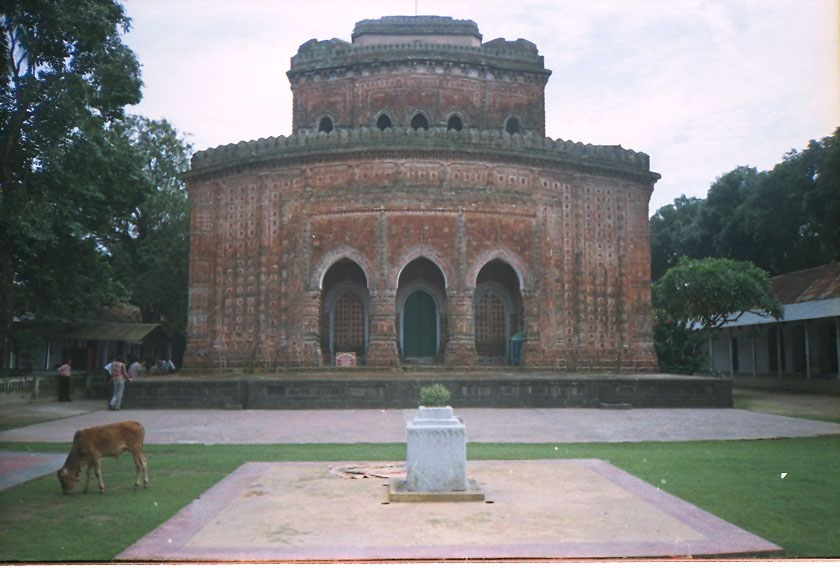
Temple Kantajew

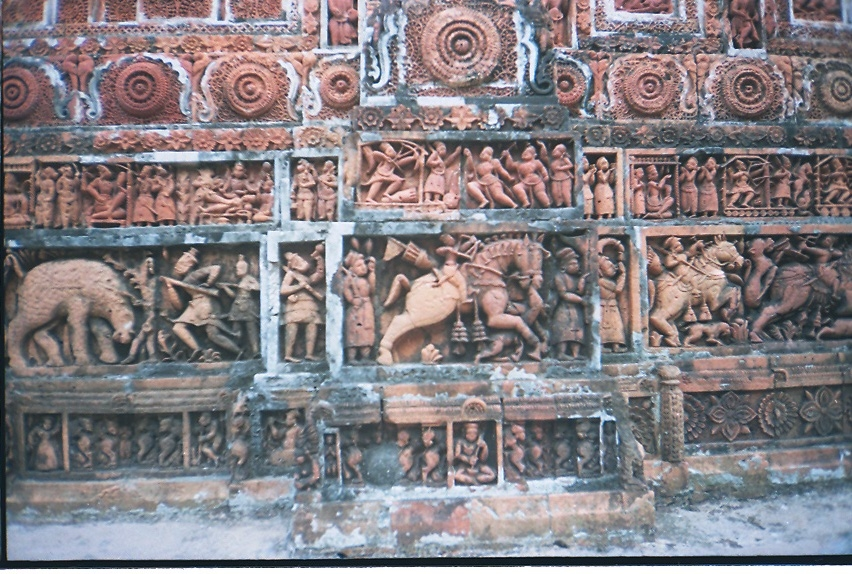
Terracotes a Kantajew Mondir.

Les ciutats principals són: Rajshahi, Rangpur, Sirajganj, Bogra, Pabna i Dinajpur. Hi ha aeroports a Rajshahi i Saidpur.

## Llocs destacats
- Temple Kantajew al nord de Dinajpur, hindú
- Sompur Bihar, budista
- Varendra Research Museum a Rajshahi
- Mohasthangar, jaciment arqueològic
- Temple de Puthia
- Mesquita de Bagha
- Palau de Dighapatia
- Mesquita Kushumba a Naogaon
- Mesquita Shona a Chapai Nawabgonj.
- Sopnopuri, a Rangpur.
- Chalan Beel, llac
- Pairabondh, a Rangpur

## Història
La divisió fou part del govern de la província de Bengala i incloïa el districte de Darjeeling; el 1905 fou transferida a Bengala Oriental i Assam i se li va afegir el districte de Malda mentre que el de Darjeeling rou agregat a la divisió de Bhagalpur de Bengala (occidental). Bengala es va reunificar al cap de pocs anys. la capital era Jalpaiguri i la ciutat principal Sirajganj amb 23.114 habitants el 1901, seguida de Rampur Boalia (21.589). Gaur i Pandua, antigues capitals, estan dins la divisió i tanmateix algunes ciutats destacades de l'època musulmana com Devikot, Ghoraghat, Mahasthan i Sherpur.
La població era de 7.955.087 el 1872, de 8.280.893 el 1881, i de 8.609.007 el 1891. El 62,4% eren musulmans, el 36,3 hindús i la resta animistes, budistes, i cristians. Hi havia en total 18 ciutats i 31.303 pobles. Els districtes eren:
- Districte de Rajshahi
- Districte de Pabna
- Districte de Bogra
- Districte de Dinajpur
- Districte de Rangpur
- Districte de Jalpaiguri
- Districte de Malda

Amb la partició del 1947 la major part (tota la divisió excepte els districtes de Jalpaiguri i Malda) van quedar dins el Pakistan, a la província de Pakistan Oriental, que va esdevenir independent el 1971 com a Bangladesh.